# Leichtathletik-Weltmeisterschaften 2023/Teilnehmer (Guyana)
| Goldmedaillen | Silbermedaillen | Bronzemedaillen |
| ------------- | --------------- | --------------- |
| —             | —               | —               |

Guyana nimmt an den Leichtathletik-Weltmeisterschaften 2023 in Budapest mit zwei Athleten teil.

## Ergebnisse

### Männer

#### Laufdisziplinen
| Athlet            | Disziplin | Qualifikation | Qualifikation | Vorlauf | Vorlauf | Halbfinale | Halbfinale | Finale | Finale |
| Athlet            | Disziplin | Zeit          | Platz         | Zeit    | Platz   | Zeit       | Platz      | Zeit   | Platz  |
| ----------------- | --------- | ------------- | ------------- | ------- | ------- | ---------- | ---------- | ------ | ------ |
| Emanuel Archibald | 100 m     | 10,27 s       | 2             | 10,20 s | 29      | 10,13 s PB | 16         | DNQ    | DNQ    |

### Frauen

#### Laufdisziplinen
| Athletin      | Disziplin | Vorlauf | Vorlauf | Halbfinale | Halbfinale | Finale | Finale |
| Athletin      | Disziplin | Zeit    | Platz   | Zeit       | Platz      | Zeit   | Platz  |
| ------------- | --------- | ------- | ------- | ---------- | ---------- | ------ | ------ |
| Aliyah Abrams | 400 m     | 51,44 s | 26      | DNQ        | DNQ        | –      | –      |